# Pârâul Găii
Pârâul Găii este un curs de apă, afluent al râului Șușița. 